# Nicolas Prost
Nicolas Prost (Saint-Chamond, 1981. augusztus 18. –) francia autóversenyző, a volt Formula–1-es versenyző, Alain Prost fia. 2014 és 2018 között a Formula–E-ben versenyzett.

## Pályafutása

### Kezdetek
2006-ban csatlakozott a Formula 3-ban szereplő Racing Engineering csapatához, ahol a bajnokság végén a negyedik helyet szerezte meg. A szezon során hétszer állt dobogóra, egyszer győzött is, valamint ő lett a legjobb újonc a bajnokságban. A következő évben szintén ugyanebben a bajnokságban indult, és ezúttal már szerzett 2 győzelmet, 1 pole-pozíciót, valamint ezenkívül még hétszer állhatott dobogóra, így a szezon végén a harmadik lett a bajnokságban. 2008-ban csatlakozott a Bull Racinghez az Euroseries 3000 bajnokságban, ahol 2 győzelmet is szerzett.
Emellett a 2007-08-ban A1 GP szezon versenyein is indult, ahol ismét felhívta magára a figyelmet. 

### Le Mans-i 24 órás verseny
2007-t a Le Mans-i 24 órás versenyeken is elindult és rögtön első versenyén a tizedik (kategóriájában ötödik) helyen végzett társaival (GT1). 2009-ben először indul az LMP1 kategóriában a Speedah Racing Team Sebah autójával. A futamon remekül versenyzett, folyamatosan az ötödik és nyolcadik helyen haladt, de az autó problémája miatt végül csak 14.-ek lettek. 2010-től a Rebellion Racing versenyzője lett, de első Le-mans-i versenyükön nem értek célba. 2011-ben csapattársaival Janival és Bleekemolen-nel a hatodik helyen értek végeztek.
A 2012-es versenyen ezt is felül tudták múlni, ezúttal épphogy lemaradtak a dobogóról és végül a negyedik helyen intették le őket. 
A következő 24 órás 2013-ban nem volt sikeres számukra, végül összesítésben csak a 37.-ek lettek.
2014-ben az LMP1 kategóriát kettéosztották (hibrid és nem hibrid autók), így csak a kategória győzelmet tudták megszerezni (LMP1-L), összesítésben megint csak a negyedik helyre tudták behozni az autót. A következő két évben (2015, 2016) összesítésben már csak egy 23. és 29. helyet tudtak felmutatni, és 2016-ban bejelentette a csapat, hogy a következő évtől már az LMP2 kategóriában indulnak el a versenyeken. Prost ebben az évben új csapattársakat is kapott Bruno Senna és Julien Canal személyében, de ezúttal sem sikerült túl jól a verseny számára, mivel végül csak 16.-ak lettek.

### Formula–1

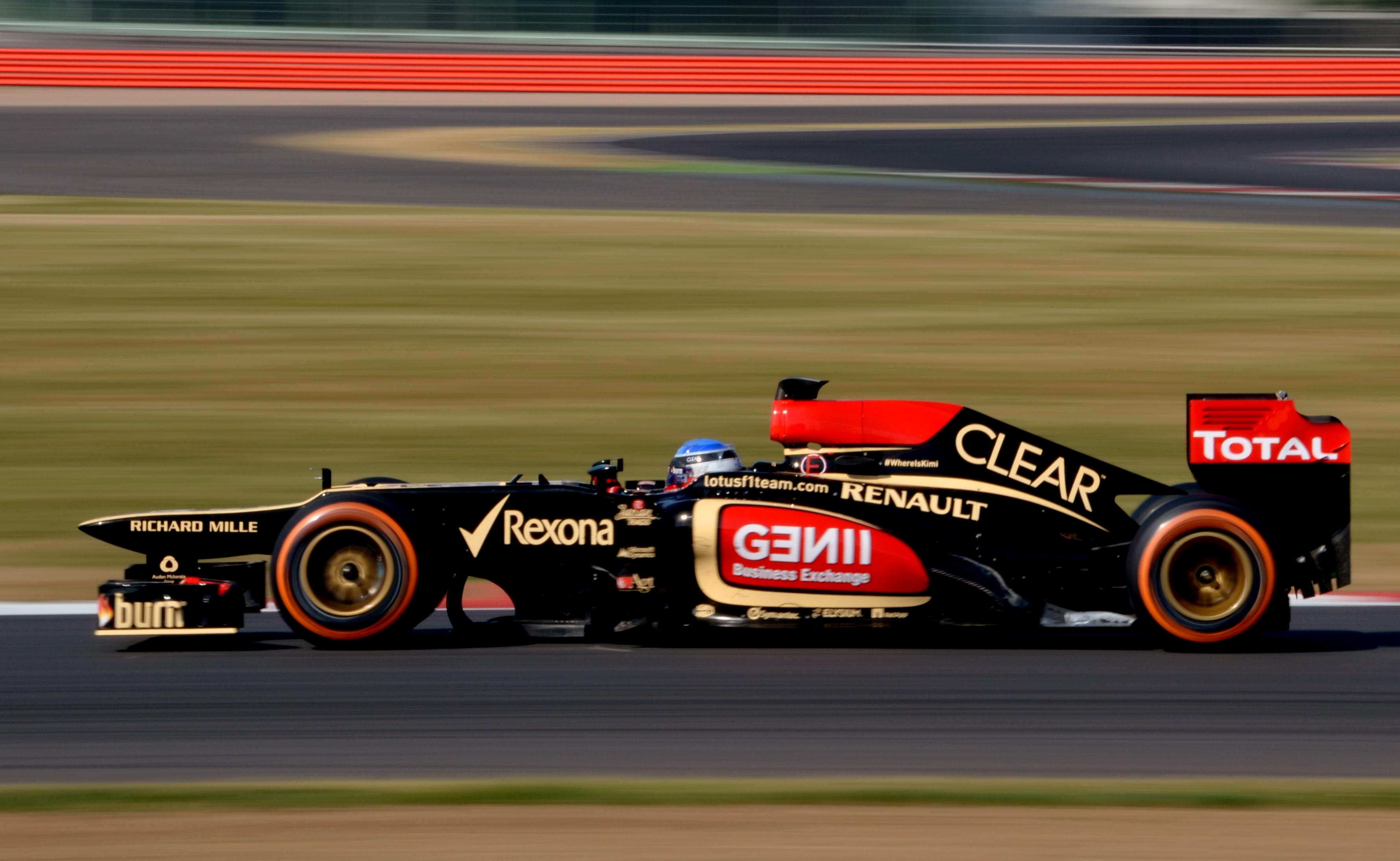
Prost a Lotus-szal 2013-ban.

Prost először a Renault csapatnál vezethetett először Formula–1-es versenyautót 2010-ben.
A teszt során sikerült lenyűgöznie a csapatot, mivel aznapi ellenfelénél több mint 2 másodperccel jobb időt sikerült futnia. 
2011-ben már Lotus csapat autóját (ez a csapat vásárolta fel a Renault-t) vezethette néhány teszten, illetve városi bemutatón. 2012-ben szintén ezzel a csapattal vehetett rész az Abu-Dhabi-ban megrendezett fiatal pilóták tesztjén. Ennek köszönhetően a következő évben (2013) már előléptették teszt és fejlesztőpilótává a csapatnál. 
2014-ben is ugyanezt a pozíciót töltötte be, bár versenyhétvégén soha nem ülhetett végül autóba.

## Eredményei

### Teljes Formula–E eredménylistája
(Táblázat értelmezése)

(Félkövér: pole-pozícióból indult; dőlt: leggyorsabb kört futott) 

| Év      | Csapat         | 1       | 2      | 3      | 4      | 5      | 6      | 7      | 8      | 9      | 10     | 11      | 12      | Helyezés | Pont |
| ------- | -------------- | ------- | ------ | ------ | ------ | ------ | ------ | ------ | ------ | ------ | ------ | ------- | ------- | -------- | ---- |
| 2014–15 | Renault e.dams | BEI 12† | PUT 4  | PDE 7  | BUE 2  | MIA 1  | LBH 14 | MON 6  | BER 10 | MOS 8  | LON1 7 | LON2 10 |         | 6.       | 88   |
| 2015–16 | Renault e.dams | BEI Ki  | PUT 10 | PDE 5  | BUE 5  | MEX 3  | LBH 11 | PAR 4  | BER 4  | LON1 1 | LON2 1 |         |         | 3.       | 115  |
| 2016–17 | Renault e.dams | HKG 4   | MAR 4  | BUE 4  | MEX 5  | MON 9  | PAR 5  | BER1 5 | BER2 8 | NYC1 8 | NYC2 6 | MNT1 6  | MNT2 Ki | 6.       | 93   |
| 2017–18 | Renault e.dams | HKG1 9  | HKG2 8 | MAR 13 | SAN 10 | MEX Ki | PDE 15 | ROM 14 | PAR 16 | BER 14 | ZUR Ki | NYC1 10 | NYC2 11 | 19.      | 8    |

† A versenyt nem fejezte be, de helyezését értékelték, mert a versenytáv több, mint 90%-át teljesítette.
^ FanBoost

### Le Mans-i 24 órás autóverseny

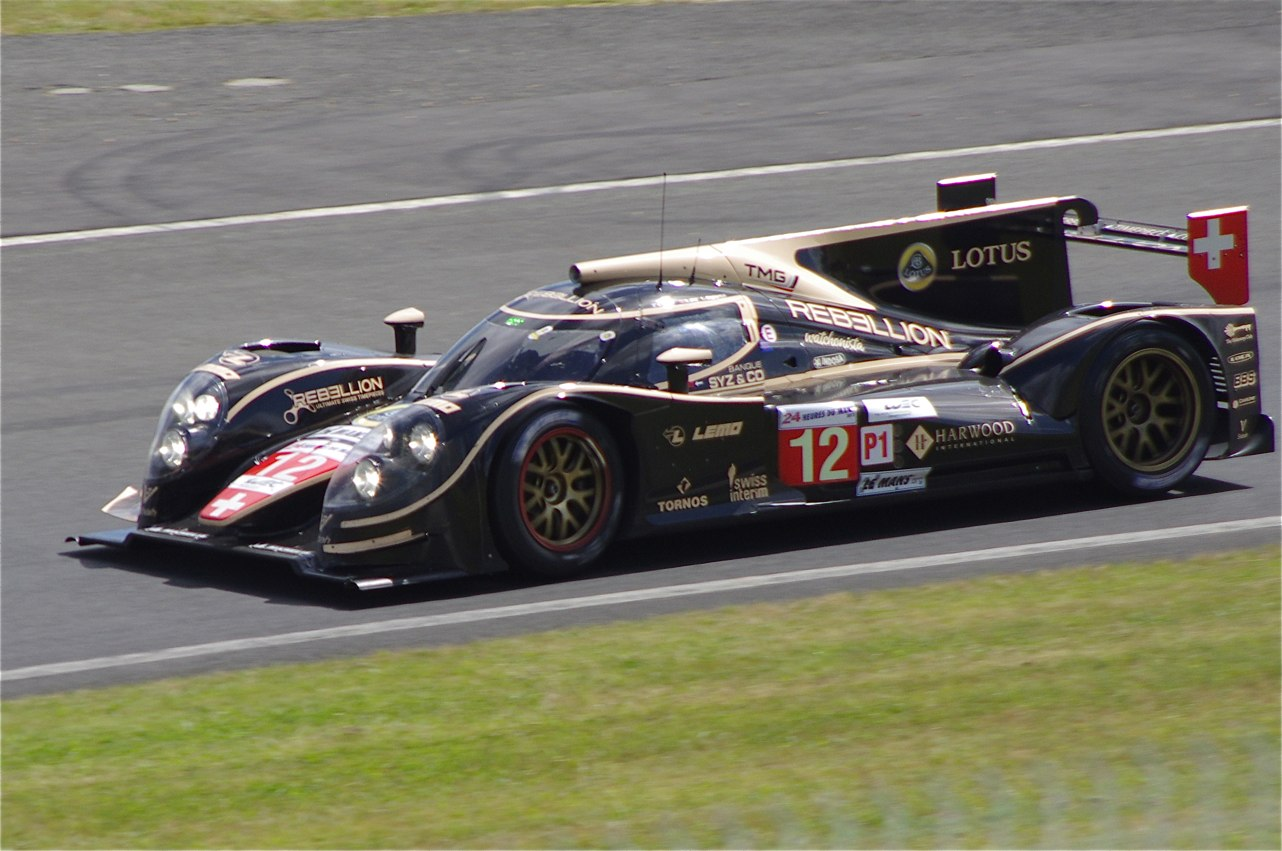
Prost a Rebellion csapat autójával a 2012-es Le Mans-i 24 órás versenyen

| Év   | Csapat                              | Csapattárs                          | Autó                     | Kategória | Kör | Összetett Helyezés | Kategória Helyezés |
| ---- | ----------------------------------- | ----------------------------------- | ------------------------ | --------- | --- | ------------------ | ------------------ |
| 2007 | Team Oreca                          | Laurent Groppi Jean-Philippe Belloc | Saleen S7-R              | GT1       | 337 | 10.                | 5.                 |
| 2009 | Speedy Racing Team Sebah Automotive | Andrea Belicchi Neel Jani           | Lola B08/60-Aston Martin | LMP1      | 342 | 14.                | 12.                |
| 2010 | Rebellion Racing                    | Neel Jani Marco Andretti            | Lola B10/60-Rebellion    | LMP1      | 175 | Kiesett            | Kiesett            |
| 2011 | Rebellion Racing                    | Neel Jani Jeroen Bleekemolen        | Lola B10/60-Toyota       | LMP1      | 338 | 6.                 | 6.                 |
| 2012 | Rebellion Racing                    | Nick Heidfeld Neel Jani             | Lola B12/60-Toyota       | LMP1      | 367 | 4.                 | 4.                 |
| 2013 | Rebellion Racing                    | Nick Heidfeld Neel Jani             | Lola B12/60-Toyota       | LMP1      | 275 | 39.                | 7.                 |
| 2014 | Rebellion Racing                    | Nick Heidfeld Mathias Beche         | Rebellion R-One-Toyota   | LMP1-L    | 360 | 4.                 | 1.                 |
| 2015 | Rebellion Racing                    | Nick Heidfeld Mathias Beche         | Rebellion R-One-AER      | LMP1      | 330 | 23.                | 10.                |
| 2016 | Rebellion Racing                    | Nick Heidfeld Nelson Piquet Jr.     | Rebellion R-One-AER      | LMP1      | 330 | 29.                | 6.                 |
| 2017 | Vaillante Rebellion                 | Bruno Senna Julien Canal            | Oreca 07-Gibson          | LMP2      | 340 | 16.                | 14.                |

### Teljes FIA World Endurance Championship eredménysorozata
(Táblázat értelmezése)

(Félkövér: pole-pozícióból indult; dőlt: leggyorsabb kört futott) 

| Év   | Csapat              | Osztály | Kasztni         | Motor                   | 1      | 2     | 3      | 4      | 5      | 6     | 7     | 8      | 9     | Helyezés | Pont |
| ---- | ------------------- | ------- | --------------- | ----------------------- | ------ | ----- | ------ | ------ | ------ | ----- | ----- | ------ | ----- | -------- | ---- |
| 2012 | Rebellion Racing    | LMP1    | Lola B12/60     | Toyota (RV8KLM 3.4 L V8 | SEB 17 | SPA 5 | LMS 3  | SIL 6  | SÃO 4  | BHR 4 | FUJ 4 | SHA Ki |       | 4.       | 86.5 |
| 2013 | Rebellion Racing    | LMP1    | Lola B12/60     | Toyota (RV8KLM 3.4 L V8 | SIL 5  | SPA 5 | LMS 20 | SÃO 3  | COA 4  | FUJ   | SHA 4 | BHR Ki |       | 6.       | 60   |
| 2014 | Rebellion Racing    | LMP1    | Lola B12/60     | Toyota (RV8KLM 3.4 L V8 | SIL 4  | SPA 7 | LMS 4  | COA 7  | FUJ 12 | SHA 7 | BHR 7 | SÃO 8  |       | 10.      | 64.5 |
| 2015 | Rebellion Racing    | LMP1    | Rebellion R-One | AER P60 2.4 L Turbo V6  | SIL    | SPA   | LMS 19 | NÜR 16 | COA 15 | FUJ 7 | SHA 7 | BHR 14 |       | 14.      | 14.5 |
| 2016 | Rebellion Racing    | LMP1    | Rebellion R-One | AER P60 2.4 L Turbo V6  | SIL 4  | SPA 4 | LMS 13 | NÜR 17 | MEX    | COA   | FUJ   | SHA    | BHR   | 14.      | 25.5 |
| 2017 | Vaillante Rebellion | LMP2    | Oreca 07        | Gibson GK428 4.2 L V8   | SIL 2  | SPA 2 | LMS 6  | NÜR    | MEX 1  | COA 3 | FUJ 1 | SHA 1  | BHR 1 | 3.       | 168  |

† A versenyt nem fejezte be, de helyezését értékelték, mert a versenytáv több, mint 90%-át teljesítette.